# 古塘乡
古塘乡，是中华人民共和国湖南省娄底市涟源市下辖的一个乡镇级行政单位。

## 行政区划
古塘乡下辖以下地区：
古塘村、良院村、申家村、肖家村、塘边村、车溪村、群山村、丁家村、杉凤村、砂托村、赵家村、破石村、望岩村、新村、麦塘村、大湾里村、坪岭村、落山村、牛埠村、池塘村、竹联村、复新村、枫木村和大虎山村。